# 圣朱利安迪塞尔
圣于连迪塞尔（法語：Saint-Julien-du-Serre，法語發音：[sɛ̃ ʒyljɛ̃ dy sɛʁ]）是法国阿尔代什省的一个市镇，位于该省中部偏南，属于拉让蒂耶尔区。

## 地理
圣于连迪塞尔（44°39'25"N, 4°24'41"E）面积9.78 平方千米，位于法国奥弗涅-罗讷-阿尔卑斯大区阿尔代什省，该省份为法国东南部内陆省份，北起顺时针与卢瓦尔省、伊泽尔省、德龙省、沃克吕兹省、加尔省、洛泽尔省和上盧瓦爾省接壤。
与圣于连迪塞尔接壤的市镇（或旧市镇、城区）包括：圣昂代奥德瓦尔、圣普里瓦、于塞勒、瓦尔斯莱班、韦索。
圣于连迪塞尔的时区为UTC+01:00、UTC+02:00（夏令时）。

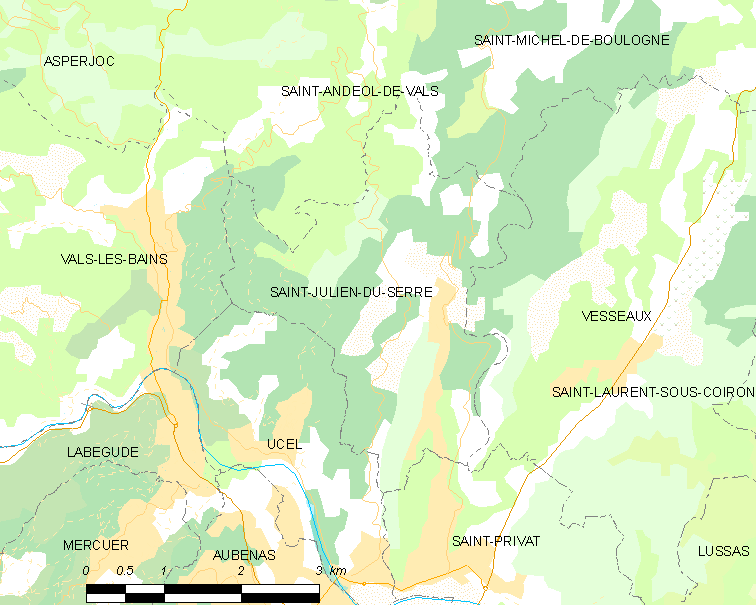
圣于连迪塞尔的OSM定位图

## 行政
圣于连迪塞尔的邮政编码为07200，INSEE市镇编码为07254。

## 政治
圣于连迪塞尔所属的省级选区为欧布纳第一县。

## 人口

1962-2008年间圣于连迪塞尔人口变化图示

圣于连迪塞尔于2022年1月1日时的人口数量为874人。